# 宇宙海賊ギル&ルーナ
『宇宙海賊ギル&ルーナ』（うちゅうかいぞくギルあんどルーナ）は中村うさぎの日本のライトノベル。イラストは大路流。富士見ファンタジア文庫（富士見書房）より1997年8月から刊行されている。

## 概要
人類が宇宙に進出して1000年以上の月日が流れた未来、宇宙海賊業を営むギル・フォートが、愛用の宇宙船「リトル・ギル」に乗り、山猫の異名を持つルーナを始めとした仲間たちと、数々の冒険や謎に立ち向かっていく宇宙冒険活劇。
それまでファンタジー小説しか書いてこなかった中村うさぎ初のSF小説で、本人が親しんできたSF作家レイ・ブラッドベリやフィリップ・K・ディックの影響を色濃く受けているされる。しかし、一巻のあとがきにて作者本人が打ち明けているように、中村うさぎにはSF的知識や科学的教養が一切なく、肝心のSF部分の描写や説明はいい加減なものが多い。そのため、作者をして「似非SF小説」であるとされ、SFとファンタジーを掛け合わせた、奇想天外なエンターテイメント小説という体裁を取っている。
1997年に1巻が刊行され、以後4巻までが発売された。3巻 - 4巻は前中後編の前編、中編に当たるが、後編となる5巻は未だに発売されていない。

## 世界観・作風
正確な年号などは明かされていないが、少なくとも現代から1000年以上の月日が流れていることが、作中から読み取ることが出来る。キャプテン・フューチャーなど王道的SF作品と同じく、人類は太陽系のあらゆる惑星に入植しているとされ、銀河連邦という名の組織が中心的存在になって管理していることがわかる。また、太陽系以外にもドルチェ星を始めとした惑星も確認されており、宇宙ステーションなども存在する。
ワープ機能を持つ宇宙船や、強力なレーザー銃などの典型的なSF的ガジェットだけでなく、作者の得意とする魔術や神話などを織り交ぜた世界構築がなされている。

## ストーリー
宇宙海賊業を営むギル・フォートのもとに、1人の女性が依頼を持ちかけてくる。亡国ドルチェ星の姫を名乗るアマテラス・デ・ラ・ドルチェは、かつて栄華を誇ったドルチェ星3種の神器とそのうち2つを持つ腹違いの妹たちを、ギルに探して欲しいと持ちかける。ドルチェ星は10年前宰相ベルゲンのクーデターに遭い、独裁国家ベルゲニア名を変えた星である。
あまりに大きな話のため、考える時間を1週間ほど貰って宇宙船へ退散したギルのもとに、不良少年時代の仲間である山猫ルーナが現れる。久しぶりの再会を喜ぶギルに対し、ルーナは1通の紙を突きつける。それは、かつてギルが金貸しのゴルディから宇宙船の購入代金を借りた際の借用書だった。なんと、ルーナは借金取りとして1000万クレジットの取り立てにやってきたのだった。

## 登場人物
ギル・フォート
本作の主人公。23歳の青年で、かつては不良グループのリーダーとして名を馳せ、ルーナを始め多くの仲間に慕われていた。不良グループを卒業後、宇宙海賊に転身、金貸しゴルディから借金をして購入した宇宙船「リトル・ギル」を乗り回し、略奪行為などを行って荒稼ぎをしていたが、銀河警察機構に捕まってアルカトラズVと呼ばれる刑務所に収監されてしまう。出所後は世間が不景気の真っ暗闇で、自分自身が仮釈放の身と言うこともあってか仕事を海賊業から探偵業の真似事に切り替え活動している。そんな彼の姿を、ルーナは腑抜けだと言い放っている。
性格は、粗野で短気だが意外に思慮深く、肝心な部分で気が弱い面があるため（特に女性に対して）完璧な悪党になりきれないでいる。かつては喧嘩っ早く、体中に古傷を持っているが作中で誰かと殴り合いの喧嘩をするなどの描写は余りない。また、揚力以外にも厳重なセキュリティシステムを解析、突破するなどの技術にも長けており、単なる喧嘩屋でないことも窺える。ルーナ曰く、女癖の悪さは獣並みであるというが、女性の扱いは余り上手くないようだ。また、アスタルテのような少女に猛烈な恋をしたり、アマテラスの大人びた色香に惑わされるなど、ストライクゾーンは広めである。
母親はジプシーで、ギルは母親の仲間で老齢のため旅が続けられなくなったという老女によって育てられた。これがギルの性格形成の一因となっているが、ギルは母親の姿を求めて宇宙に出たとも語っている。
ルーナ
本作のヒロイン。通称山猫のルーナ。17歳の、金褐色の豊かな巻き毛と、鳶色の瞳が特徴的な美少女である。ギルとは5年来の付き合いで腐れ縁。幼い頃から小生意気で喧嘩に強く、ギルの妹分として一目置かれていた。ギルが不良グループを卒業後も、決まった定職などには就かず、たまにギルの元に顔を見せてはバイトと称して彼の仕事を手伝い、駄賃代わりのバイト料をせしめていた。ギルが投獄されてからは交流も途絶えたが、出所後に再会。なんと、ギルが金を借りた金貸しゴルディの元でバイトをしており、借金の取り立てとしてギルに1000万クレジットの返済を迫る。
金貸しゴルディを始め、人に好かれる性格をしているが、自分のことや過去についてなどは一切話したがらない。また、本人は否定しているが明らかにギルに惚れており、不良グループのリーダーであった頃の彼に戻って欲しいと願っている。
アスタルテ・デ・ラ・ドルチェ
本作2人目のヒロイン。自称ギルの婚約者。16歳の、先天性のアルビノで、ふわふわと肩を流れる白い長髪に、光などのまぶしさに弱い赤い瞳が特徴的な美少女。世間知らずの箱入り娘で、アルカトラズVにてギルと出会った際に一目惚れしてしまい、水中で契りを交わすという、かなり壮絶な初体験の結果、彼との結婚を決意する。曰く、「身体の契りは、心の契り」であり、身も心もギルに捧げているらしい。ギルが後悔するほど純な娘で、思いこみも激しく、何かとルーナと対立している。一度は惚れた相手であるから、厄介者と思われながらもルーナほどギルから邪険にはされず、扱いは良い。
上記の性格から戦闘力は皆無と思われがちだが、実際はギルが窮地に陥った際などに大の男を殴り倒し、分厚い扉を蹴破るなど、か細い病弱そうな容姿からは想像も付かない実力を持っている。なんでも「恋する乙女は、百人力」らしい。
なお、アスタルテは1巻とそれ以降で口調に変化が見られる。大きな違いとして、1巻においてはギルのことを「ギル」と呼び捨てにし、ルーナとさほど変わらない口調だったのに対し、2巻以降は「ギル様」と呼び慕ってい、全体的に敬語を使うようになっている。
アマテラス・デ・ラ・ドルチェ
ドルチェ星第一王女。18歳で、まだ少女と呼ばれるほどの年齢にもかかわらず、既に大人の女が持つ妖艶な色香とスタイル誇る美女。クーデターで滅亡したドルチェ星王家の再興を夢見ており、あの手この手を使っては悲願達成に向けて策略を張り巡らせている。いつも唐突に現れることから、ギルには魔女扱いされており、ルーナやアスタルテからも嫌われているが、アマテラス自身自分第一主義のためルーナやアスタルテを見下している。謎の多さは本作一とされ、恐らく彼女の謎が解けると共に作品の根幹に関わる部分がわかるのではないかとされている。一度ならずギルを婿に迎えると宣言したり、アレキサンダー・プラチナ伯と婚約したり、各種奇行が目立っている。ルーナ曰く、「昔から我が儘で派手好きの目立ちたがり屋」であるとされる。
アレキサンダー・プラチナ伯
銀河連邦の官僚。容姿端麗な美男子で、女性を中心に絶大な人気を誇る。宇宙開発で功績を挙げた恩賞として連邦政府から伯爵の爵位を与えられたとされるが、この時代の爵位にどのような地位や意味があるのかは不明。ギルによれば秘密警察に似た機関のトップを務めており、裏社会に通じるギルに何かと依頼を送ってくる。爽やかな笑みが印象的な男だが、ギルはその面構えを大変嫌っている。一度、ギルと対決したこともあり、常人なら死んでもおかしくない攻撃を受けても平然としているなど、ただの人間というわけではなさそうだ。本人曰く「英雄は不死身」ということらしいが、彼の肉体にも何らかの秘密があると思われる。夢として、惑星一個を支配する所謂一国一城の主に憧れており、利害が一致したことでアマテラスと婚約を結んだこともあった。
金貸しゴルディ
一巻から名前こそ出ているものの、一向に登場しない違法の金貸し。裏社会では支配階級に属する存在とされ、ただの違法金貸しとは思えない権力や顔の広さを誇っている。ギルとは知らない中ではなく、彼は違法金貸しだと知りつつも宇宙船購入資金として500万クレジットの借金をしている。しかし、前述の通りギルが投獄され返済が滞ってしまったため、利子が一年で倍に膨れあがり、借金は1000万クレジットになってしまった。ルーナを借金の取り立て人として送っているが、これはルーナに頼まれてのことであり、基本的に彼女には甘い。彼女を養女にしたいというほどで、愛人ではないところがゴルディをルーナが慕う要因だと思われる。

## 用語・ガジェットなど

### 三種の神器
ドルチェ星王家に伝わる秘宝中の秘宝。この三つを持つものこそ、ドルチェ星王家の正統なる後継者とされ、アマテラスやベルゲンが血眼になって探している。
ヴァル
ルーナの持つ神器。正式名はヴァルキューレで、銀色の甲冑に身を包み、普段は二十センチほどの大きさをしている。ギルは当初精巧な玩具だと思っており、ルーナも無名の発明家だった父親が作った物だとしていたが、その正体は神器として代々ドルチェ星王家を守ってきた守護神にして戦いの女神。その実力はギルも驚愕するほどで、レーザー銃の一斉射撃程度ではびくともせず、身体の大きさを自由自在に変えられ、大人ほどの身長になったかと思えば巨大な巨人となったことすらある。また、コンピューター内部に入り込むことも出来る一流のハッカー。基本的にルーナの言うことしか聞かず、ギルのことを罵ったりからかったりして遊んでいる。アスタルテは好きでも嫌いでもないようだが、アマテラスに対してはルーナ同様に嫌悪感を示し、一度ならずテレポーテーション能力を競う勝負をしたが、勝敗を判定するものがいなかったため、言い争いになった。
アスタルテの神器
その名の通り、アスタルテの持つ、もしくは持っていたと表現するべき神器。その能力は恐るべきもので、他者の遺伝子を身体に組み込み、その姿に完全に化けることが出来る。化けた相手の記憶や性格を完全にコピーして成り代わりもすれば、王家の血統を絶やさぬために組み込まれた遺伝子を持つ本人と完全に意識を同化、本人その物になることも出来る。口調からして元は男性と思われるが、神器自体も数々の遺伝子を組み込んでは排出するという行為を繰り返しており、元々の性別はもちろん、どんな種族・生物だったのかも定かではない。ヴァルがルーナに忠誠を誓うように彼もまたアスタルテに忠誠を誓っており、彼女の願いを聞き入れ数々の行動を行ってきた。
一度は全ての役目を果たし、完全にアスタルテと同化してその意識は消滅したかに見えたが、読者人気が高かったという異例の理由と、それによる作者の判断で復活を果たす。そのため、アスタルテとなった自身の身体で度々行動し、しかもアスタルテが彼の行動中は一切の記憶を失うと言うこともあって、二重人格に近い形となっている。性格は重度の快楽主義者で、遺伝子が持つ本能に付き従って生きている。中でも性欲には特別な感情を持っており、同性愛もまるで気にしない。凶暴な一面もあり、相手の遺伝子を得るためにいきなり飛びかかって首元を食い千切るなど、残虐性を帯びている。
基本的にアスタルテのことしか考えておらず、また、同じ神器であるヴァルには少なからず対抗意識があるようで彼女がミスをすると嬉しがってせせら笑う。ギルに対しては主人であるアスタルテが彼を愛しているからなのか知らないが、協力することも多々あり、性格上似た部分もあるためかよく会話をしたり、行動を共にすることが多い。アスタルテと違って声は低く、口調も乱暴である。
アマテラスの神器
アマテラスが持っているとされる神器。その存在は一切が不明であり、ギルやルーナの推測では普段彼らの前に現れるアマテラスこそ、彼女の持つ神器なのではないかとされている。理由としては、アマテラス本人にはないはずのドルチェ星王家の紋様が胸の谷間に刻まれていたり、テレポートなど魔術じみた力を駆使することが出来る、などである。

### リトル・ギル
ギルが金貸しゴルディに借金をして購入した宇宙船。少なくとも、ギルとルーナにアスタルテの3人が住めるだけの居住空間と、ワープ機能などを兼ね備えた船。攻撃装備などは作中で特に使われていない。
ルードヴィヒ四世
リトル・ギルに搭載されているコンピューター。秘書、執事、家政婦、番人の能力を持つ万能コンピューターであり、その名はソフト名である。宇宙船とは別にギルが大枚叩いて購入したが、主人であるギルよりもルーナの肩を持ったり、コンピューターのくせに勘や推測で物事を考えたり、行動や言動がギルを不安がらせる。ルーナに肩入れするのはヴァルによって人工知能部分を洗脳されたからだという描写もあるが、元々彼女とは親しく、「友人」であるとしている。

## 既刊一覧
- 中村うさぎ（著）・大路流（イラスト）、富士見書房〈富士見ファンタジア文庫〉、既刊4巻（2001年12月20日現在）
  - 『宇宙海賊ギル&ルーナ1 物騒な女神たち』、1997年8月20日発売[1]、ISBN 482912766X
  - 『宇宙海賊ギル&ルーナ2 獣の顔を持つ天使』、1998年2月17日発売[2]、ISBN 4829127902
  - 『宇宙海賊ギル＆ルーナ3 さまよえるエロス［前編］』、2000年4月27日発売[3]、ISBN 4829129638
  - 『宇宙海賊ギル＆ルーナ4 さまよえるエロス［中編］』、2001年12月20日発売[4]、ISBN 4829114010